# I Stand
«I Stand» —en español: «Me levanto»— es una canción compuesta por Sara Biglert, Aidan O'Connor y Christian Schneider, e interpretada en inglés por Gabriela Gunčíková. Fue elegida para representar a República Checa en el Festival de la Canción de Eurovisión de 2016 mediante una elección interna.
El videoclip oficial de la canción se publicó el 11 de marzo de 2016, y fue dirigido por Uroš Trefalt.

## Festival de Eurovisión

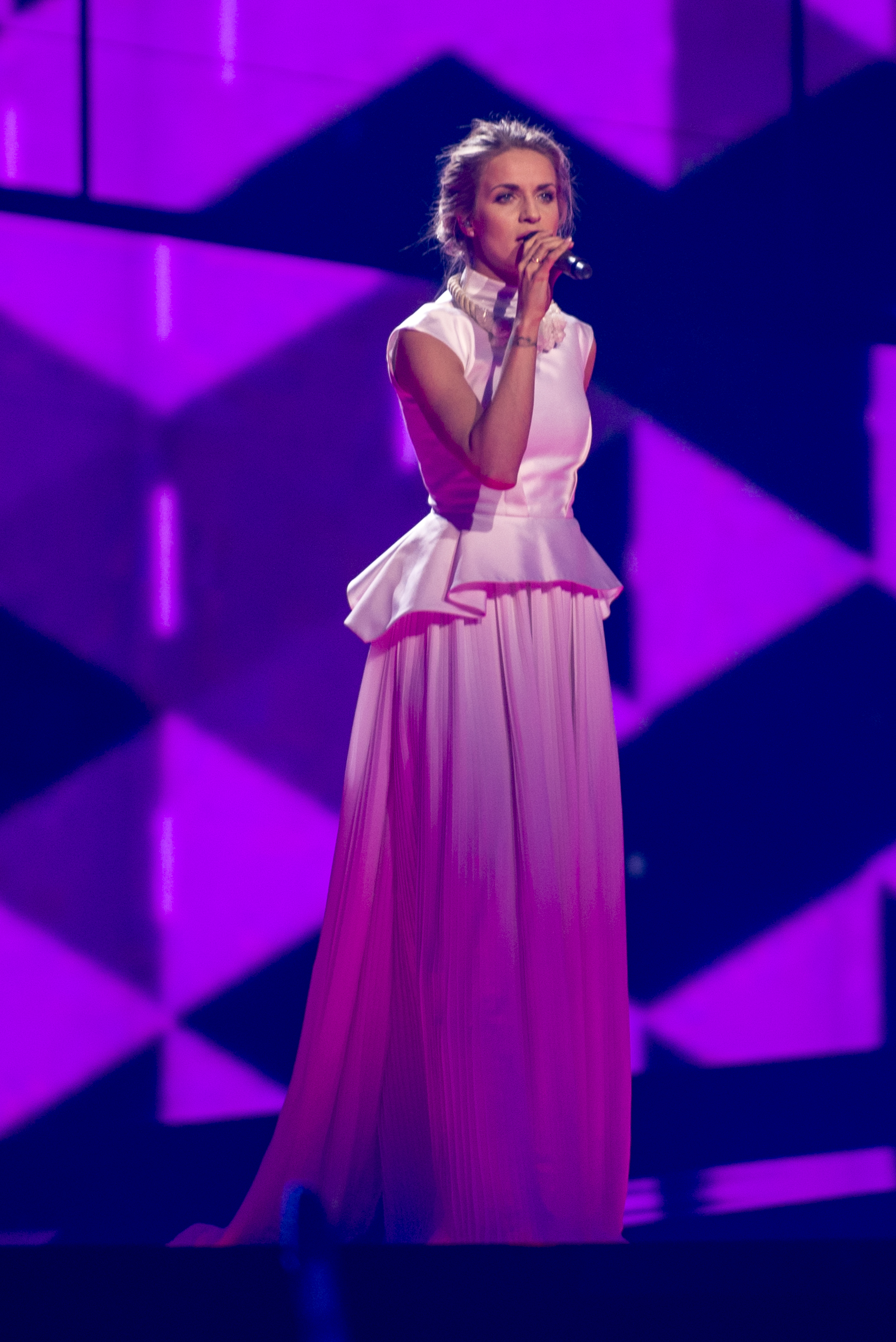
Gabriela Gunčíková interpretando la canción durante el Festival de la Canción de Eurovisión 2016.

### Elección interna
En noviembre de 2015, la Česká televize (ČT) anunció que la representante checa del Festival de la Canción de Eurovisión de 2016 sería elegida mediante una elección interna. Jan Bors fue asignado como el jefe de la delegación para el Festivald e la Canción de Eurovisión y dirigió el proceso de selección. El 11 de enero de 2016, Bors confirmó que se habían elegido tres canciones y que se llevarían a cabo una serie de quedadas para seleccionar a la representante. Además, la comentarista de ČT Alžběta Plívová que las tres canciones estaban en contención y que se haría una decisión muy pronto.
El 10 de marzo de 2016, ČT anunció que la canción «I stand», interpretada por Gabriela Gunčíková, sería la representante checa en el festival. Gunčíková y la canción fueron sleccionados por la ČT junto a un jurado de cinco miembros formado por los periodistas Honza Dědek y Jaroslav Špulák, el cantante Michael Kocáb, el compositor y productor Jan Maxián y el representante de la República Checa en 2015 Václav Noid Bárta. La canción fue elegida entre más de cuarenta canciones. La canción se presentó al público mediante el videoclip oficial, dirigido por Uroš Trefalt, el 11 de marzo de 2016.

### Festival de la Canción de Eurovisión 2016
Esta canción fue la representación checa en el Festival de la Canción de Eurovisión 2016.
El 25 de diciembre de 2016, se organizó un sorteo de asignación en el que se colocaba a cada país en una de las dos semifinales, además de decidir en qué mitad del certamen actuarían.
Así, la canción fue interpretada en décimo lugar durante la primera semifinal, celebrada el 10 de mayo de ese año, precedida por Rusia con Sergey Lazarev interpretando «You're the only one» y seguida por Chipre con Minus One interpretando «Alter Ego». Durante la emisión del certamen, la canción fue anunciada entre los diez temas elegidos para pasar a la final, y por lo tanto cualificó para competir en esta. La canción había quedado en noveno puesto de 18 con 161 puntos.
Días más tarde, durante la final celebrada el 19 de mayo de 2016, la canción fue interpretada en segundo lugar, precedida por Bélgica con Laura Tesoro interpretando «What's the pressure?» y seguida por Países Bajos con Douwe Bob interpretando «Slow down». Finalmente, la canción quedó en 25º puesto con 41 puntos.